# Alesa fournierae
Alesa fournierae is een vlindersoort uit de familie van de prachtvlinders (Riodinidae), onderfamilie Riodininae.
Alesa fournierae werd in 1958 beschreven door Lathy.